# Marysin (powiat de Sochaczew)
Marysin  [maˈrɨɕin] est un village polonais de la gmina de Młodzieszyn dans le powiat de Sochaczew et dans la voïvodie de Mazovie.